# Mongolia en los Juegos Paralímpicos de Sídney 2000
Mongolia estuvo representada en los Juegos Paralímpicos de Sídney 2000 por dos deportistas masculinos. El equipo paralímpico mongol no obtuvo ninguna medalla en estos Juegos.